# آلوارو مورته
آلوارو آنتونیو گارسیا پرز (به اسپانیایی: Álvaro Antonio García Pérez‎؛ زاده ۲۳ فوریه ۱۹۷۵) با نام شناخته شده آلوارو مورته، بازیگر اهل اسپانیاست. او در سطح‌جهانی با بازی در نقش پروفسور در سریال خانه کاغذی، به شهرت دست پیدا کرده‌است. 

## زندگی هنری
مورته حرفه بازیگری اش را با بازی در یک نقش جزئی در سریال اسپانیایی بیمارستان مرکزی، شروع کرد. در ادامه به بازی در سریال‌های اسپانیایی همچون پلانتا ۲۵ و نقش آدولف کاستیلو در سریال باندولرا و… پرداخت.
در سال ۲۰۱۷، مورته در نقش پروفسور در سریال شبکه اسپانیایی آنتن ۳ به نام سرقت پول، بازی کرد و بازی اش مورد تحسین واقع شد و به همراه این سریال، شهرت جهانی پیدا کرد. در اواخر سال ۲۰۱۷ نت فلیکس حق پخش این سریال را خرید و آنرا در سیستم عامل خود توزیع کرد. فصل ۴ این سریال در آوریل ۲۰۲۰ منتشر شد.
مورته علاوه بر کار بازیگری خود، صاحب یک شرکت تئاتر به نام ۳۰۰ تپانچه است که آنرا در سال ۲۰۱۲ تأسیس کرده‌است.
در دسامبر ۲۰۱۹، اعلام شد مورته به بازیگران سریال جدید آمازون به نام چرخ زمان، پیوسته‌است. این سریال اقتباسی از رمانی فانتزی به همین نام است. مورته قرار است نقش لوگین آبلار را به تصویر بکشد.

## زندگی شخصی
او با بلانکا کلمنته، یک سبک‌شناس ازدواج کرده‌است، آنها ۲ فرزند به نام‌های جولیتا و لئون دارند که دوقلوهای غیر یکسان هستند.

## فیلم‌شناسی

### فیلم
| سال  | عنوان                   | نقش          | یادداشت                                                  |
| ---- | ----------------------- | ------------ | -------------------------------------------------------- |
| ۲۰۰۳ | Los niños del jardí     | —            | فیلم کوتاه، به عنوان آلفارو آنتونیو گارسیا شناخته شده‌است |
| ۲۰۰۳ | La guarida del ermitaño | آلبرتو       | فیلم کوتاه، به عنوان آلفارو آنتونیو گارسیا شناخته شده‌است |
| ۲۰۰۶ | ایگنورا                 | —            | فیلم کوتاه، به عنوان آلفارو آنتونیو گارسیا شناخته شده‌است |
| ۲۰۰۷ | لولا، لا پلاسکولا       | رافائل تورس  | به عنوان الوارو آنتونیو گارسیا اعتبار داشت               |
| ۲۰۱۱ | Amores ciegos           | جولیو        | فیلم کوتاه                                               |
| ۲۰۱۳ | بالها                   | —            | فیلم کوتاه، تهیه‌کننده همکار                              |
| ۲۰۱۸ | سراب                    | دیوید اورتیز |                                                          |
| ۲۰۱۸ | کوچک                    | گوانگی       | دوبله اسپانیایی                                          |
| ۲۰۲۴ | معصوم                   |              |                                                          |

### تلویزیون
| سال                | عنوان                                    | نقش                           | یادداشت |
| ------------------ | ---------------------------------------- | ----------------------------- | --- |
| ۲۰۰۲               | بیمارستان مرکزی                          | Buzo / Bombero                | اپیزودها: "El soldadito de plomo"، به ایلارو A. گارسیا، "El vuelo de la suerte"، به عنوان آلفارو آنتونیو گارسیا شناخته شده‌است |
| ۲۰۰۲               | Policías, en el corazón de la calle      | —                             | ۳ قسمت، با عنوان آلوارو آنتونیو گارسیا                                                                                        |
| ۲۰۰۷–۲۰۰۸          | پلانتا ۲۵                                | اشعه                          | نقش اصلی؛ ۶۴ قسمت، با عنوان آلوارو آنتونیو گارسیا                                                                             |
| ۲۰۰۸               | آیدا                                     | Jefe Gasolinera               | قسمت: "Lleno , por favor"، به عنوان aslvaro آنتونیو اعتبار یافت                                                               |
| ۲۰۰۹               | ver A ver si llego!                      | پابلو                         | ۶ قسمت |
| ۲۰۰۹–۲۰۱۰          | Cuéntame cómo pasó                       | توو                           | ۴ قسمت |
| ۲۰۱۰               | Las chicas de oro                        | —                             | قسمت: "Un lecho de rosas" |
| ۲۰۱۲               | ایزابل                                   | Soldado de Gir den            | قسمت: "La negociación"، با اعتبار آلوارو مورت                                                                                 |
| ۲۰۱۲               | La memoria del agua                      | —                             | مینی بارها قسمت‌ها: "قسمت شماره ۱٫۱"، "قسمت شماره ۱٫۲"                                                                         |
| ۲۰۱۲–۲۰۱۳          | بندولرا                                  | آدولفو کاستیلو                | ۱۴ قسمت |
| ۲۰۱۴               | Bienvenidos al Lolita                    | —                             | مینی بارها ۴ قسمت |
| ۲۰۱۴               | ال پرنسیپ                                | —                             | قسمت: "Haz lo que tengas que hacer"                                                                                           |
| ۲۰۱۴               | وکتور روس                                | دوناتو ورگل                   | قسمت: "ال misterio de la Casa Aranda"                                                                                         |
| ۲۰۱۴               | Amar en tiempos revueltos                | گابریل آرتا                   | نقش اصلی؛ ۳۲ قسمت |
| ۲۰۱۴–۲۰۱۷          | El secreto de Puente Viejo               | لوکاس مولینر                  | نقش اصلی؛ ۹۲ قسمت |
| ۲۰۱۷ - در حال حاضر | خانه کاغذی(به اسپانیاییla casa de papel) | Sergio "El Profesor" Marquina | نقش اصلی؛۳۵ قسمت |
| ۲۰۱۹–۲۰۲۰          | El embarcadero                           | اسکار                         | نقش اصلی |
| سال ۲۰۲۰           | سر                                       | رامان                         | نقش اصلی؛ ۶ قسمت |
| سال ۲۰۲۰           | چرخ زمان                                 | وارد کار شوید                 | نقش اصلی |

## جوایز و نامزدی‌ها
| سال  | جایزه                          | دسته‌بندی                  | کار کن   | نتیجه    | Ref.  |
| ---- | ------------------------------ | ------------------------- | -------- | -------- | ----- |
| ۲۰۱۸ | جایزه فروز                     | بهترین بازیگر اصلی سریال  | سرقت پول | نامزدشده | [ ۳ ] |
| ۲۰۱۸ | جوایز Zapping                  | بهترین بازیگر             | سرقت پول | نامزدشده | [ ۴ ] |
| ۲۰۱۸ | جایزه اتحادیه بازیگران اسپانیا | تلویزیون: عملکرد سرب، مرد | سرقت پول | نامزدشده | [ ۵ ] |
| ۲۰۱۹ | جایزه اتحادیه بازیگران اسپانیا | تلویزیون: عملکرد سرب، مرد | سرقت پول | برنده    | [ ۶ ] |